# 斐济殖民地
斐济殖民地（英語：Colony of Fiji）是大英帝国的一块位于南太平洋的殖民地，存在于1874年—1970年。首府最初设在莱武卡；1877年，迁至苏瓦。